# 高木聖鶴
高木 聖鶴（たかぎ せいかく、1923年（大正12年）7月12日 - 2017年（平成29年）2月24日）は、日本の書家。男性。位階は従三位。勲等は文化勲章。本名は高木 郁太（たかぎ いくた）。朝陽書道会会長、公益社団法人日本美術展覧会顧問、公益社団法人日本書芸院最高顧問、読売書法会最高顧問、文化功労者。
社団法人日本書芸院理事、読売書法会理事、読売書法会常任総務、社団法人日本美術展覧会常務理事、社団法人日本美術展覧会理事、社団法人日本美術展覧会参事などを歴任した。

## 経歴

### 生い立ち
1923年（大正12年）岡山県総社市出身にうまれる。その後、旧制岡山県立高梁中学（現：岡山県立高梁高等学校）へ進学し、同期には、環境化学の権威で大阪府立大学名誉教授となる宗森信がいた。同校を卒業し、会社に勤めながら敗戦直前、東京で1年余りの兵役を経て帰郷した。
その後、仕事以外で生涯を通じて学べるものとして書に熱中した。父親の証券会社で20年間働く傍ら、1947年（昭和22年）に書家の内田鶴雲に師事。「中国、日本の古筆・名筆を研究。「かな」書家として、情感を秘めた現代感覚あふれる様式を確立した。」と評されている。

### 書家として
内田鶴雲に師事し、古典を研究し自身の書風を確立するとともに、「かな」の書を中心に活躍した。内田の創設した朝陽書道会を引き継ぎ、長年に渡り会長を務めた。また、日本美術展覧会においては1982年に会員となり、1991年には、日本美術展覧会の内閣総理大臣賞を受賞している。さらに、1995年には日本芸術院賞を受賞し、2006年には文化功労者に選出され、のちに文化勲章を授与されている。
2006年（平成18年）、文化功労者に選ばれた際には「かな書は文字としての意味を伝えるだけでなく絵画のような造形美を探求するもの。墨と筆の日本の文化です。書は私のすべて。後世にいい作品をのこすため全力投球する」と述べた。晩年になっても日本美術展覧会の顧問をはじめ、日本書芸院の最高顧問や、読売書法会の最高顧問など、多くの団体の役職を務めた。2017年2月、岡山県倉敷市の病院にて死去した。

## 人物
本名は「高木 郁太」であり、「たかぎ いくた」と読む。一方、書家としての号である「高木 聖鶴」については、「たかぎ せいかく」と読むが「たかき せいかく」と報じられることもある。

### 書家としての評価
読売新聞とも深い関係があり、高木聖鶴への評価として次のように述べている。

## 家族・親族
書家の高木聖雨は長男。

## 略歴
- 1923年（大正12年）：岡山県総社市で出生。
- 1941年（昭和16年）：旧制岡山県立高梁中学（現：岡山県立高梁高等学校）を卒業[13]。
- 1947年（昭和22年）：書家の内田鶴雲に師事。
- 1950年（昭和25年）：日本美術展覧会（日展）初入選
- 1981年（昭和56年）：日展審査員（通算7回）
- 1991年（平成3年）1月：現代書道20人展「かな」部門で新メンバー（上野松坂屋）
- 1995年（平成7年）：読売書法会常任総務
- 同年：日展理事（1998年（平成10年）まで）
- 1998年（平成10年）6月：朝陽書道会屏風展（高島屋岡山店）
- 1999年（平成11年）：日展常務理事（2000年（平成12年）まで）
- 2000年（平成12年）5月：「2000日本書芸院展」出品（大阪・天満橋松坂屋）
- 2001年（平成13年）：日展理事（2003年（平成15年）まで）
- 2003年（平成15年）8月：高木聖鶴書展「美しい百人一首・みやびの世界」（和光ホール、後援・読売新聞社、朝陽書道会）
- 2004年（平成16年）5月：「高木聖鶴書展」（岡山・サンロード吉備路、主催・総社市文化振興財団）
- 同年：日展参事
- 2005年（平成17年）：日本書芸院名誉顧問

## 受賞歴
- 1973年（昭和48年）：日展特選
- 1991年（平成3年）：日展内閣総理大臣賞
- 1992年（平成4年）：岡山県三木記念賞
- 1993年（平成5年）：岡山県文化賞
- 1995年（平成7年）3月：日本芸術院賞（書・日展出品作「春」）
- 2000年（平成12年）：福武文化賞
- 2014年（平成26年）：総社市市民栄誉賞

## 栄典
- 1998年（平成10年）：勲四等旭日小綬章

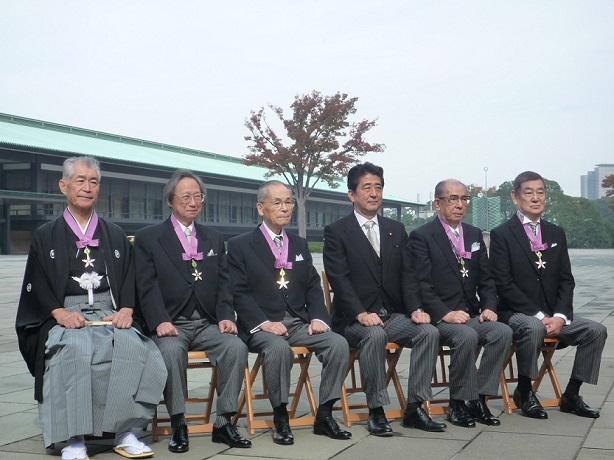
2013年11月3日、文化勲章親授式後に静岡県理事長本庶佑（左端）、高志の国文学館館長中西進（左から2人目）、東北工業大学理事長岩崎俊一（右から2人目）、俳優高倉健（右端）と皇居宮殿東庭で記念撮影

- 2004年（平成16年）：紺綬褒章（13度目の受章）、総社市名誉市民
- 2006年（平成18年）11月：文化功労者
- 2013年（平成25年）11月：文化勲章
- 2015年（平成27年）9月：紺綬褒章飾版幷に木杯一組[14]
- 2017年（平成29年）2月24日：従三位[15]

## 著作
- 『かなの教室 1』、二玄社、1987年、ISBN 4544018315。
- 『かなの教室 2』、二玄社、1988年、ISBN 4544018323。
- 『書作品のまとめ方 6 かな 1 大字』、二玄社、1986年、ISBN 4544014433。
- 『本阿弥切古今集 （かな古典の学び方）』、二玄社、1991年、ISBN 4544019591。
- 『美しい百人一首』、二玄社、2003年、ISBN 4544140013。
- 『詩歌書例100選 9 古今和歌集』、二玄社、1998年、ISBN 4544016835。
- 『作品に学ぶ墨場必携〈かな小字篇 2〉』、同朋舎出版、1990年、ISBN 4810408825。
- 『針切（書道技法講座）』〔新装版〕、二玄社版、1988年、ISBN 4544019508。
- 『かな応用（読売書法講座）』、読売新聞、1994年、ISBN 4643940476。
- 『高木聖鶴作品集』、山陽新聞社、2013年、ISBN 4881977385。